# Catatemnus comorensis
Catatemnus comorensis es una especie de arácnido del orden Pseudoscorpionida de la familia Atemnidae.

## Distribución geográfica
Se encuentra en Kenia, Somalia y las Islas Comoras.